# King of the Season
King of the Season – drugi singel polskiego piosenkarza Michała Szpaka, wydany 24 maja 2018 i promujący drugą płytę piosenkarza, zatytułowaną Dreamer. Utwór skomponował Sławomir Sokołowski, a tekst napisała Aldona Dąbrowska. Piosenka stylistycznie stanowi połączenie rocka, bluesa i popu.

## Historia utworu

### Geneza
Singel został wydany w formacie digital download 24 maja 2018. Piosenka została wydana jako singiel, zapowiadający drugi album studyjny artysty pt. Dreamer, którego premiera odbyła się 7 września 2018. 
Tekst piosenki opowiada o próżnych, chciwych narcystycznych ludziach, którzy kiedy mija ich „pięć minut”, okazuje się, że są samotni i w efekcie przegrani. Są królami jednego sezonu.

### Teledysk
26 czerwca 2018 w serwisie YouTube ukazał się oficjalny teledysk do piosenki, za którego reżyserię odpowiadał Janusz Tatarkiewicz, a za montaż odpowiedzialny był Miron Broda. Producentem teledysku była Agencja Artystyczno-Reklamowa As Plus Sławomira Sokołowskiego oraz MusicArt LTD.

## Lista utworów
- Digital download[2]

1. „King of the Season” – 3:18